# Aesculus chinensis
Aesculus chinensis är en kinesträdsväxtart som beskrevs av Aleksandr Andrejevitj Bunge. Aesculus chinensis ingår i släktet hästkastanjer, och familjen kinesträdsväxter. Utöver nominatformen finns också underarten A. c. wilsonii.